# 1985
1985(천구백팔십오) 1986보다 작은 자연수다.

## Dates
13/9-31/12/1985 (39 Years Ago)

## 수학
- 합성수로, 그 약수는 1, 5, 397, 1985다. 진약수의 합은 403이므로, 1985는 부족수다.
- 32번째 중심있는 사각수다. 앞의 중심있는 사각수는 1861, 다음은 2113이다.

## 과학
- NGC 1985(영어판): 마차부자리 방향에 있는 반사성운.

## 문화유산
- 대한민국의 보물 제1985호: 이징 필 산수화조도첩

## 작품

### 영화
- 《1985》(2018): 미국의 드라마 영화.

### 음악
- 〈1985(영어판)〉: 미국의 밴드 SR-71의 곡. 2004년 5월 21일 출시된 정규 음반 《Here We Go Again(영어판)》의 수록곡.
- 〈1985(영어판)〉: 미국의 가수 제이 콜의 곡. 2018년 4월 20일 출시된 정규 음반 《KOD》의 수록곡.

## 기타
- 연도: 1985년, 기원전 1985년

## 같이 보기
- 1000